# Podział administracyjny Poznania
Podział administracyjny Poznania – podział miasta Poznania na jednostki administracyjne podległe władzom miasta. Od 1 stycznia 2011 są to 42 jednostki pomocnicze, zwane osiedlami.

## Obecny podział administracyjny
Miasto Poznań oficjalnie podzielone jest wyłącznie na osiedla.

### Funkcjonowanie osiedli

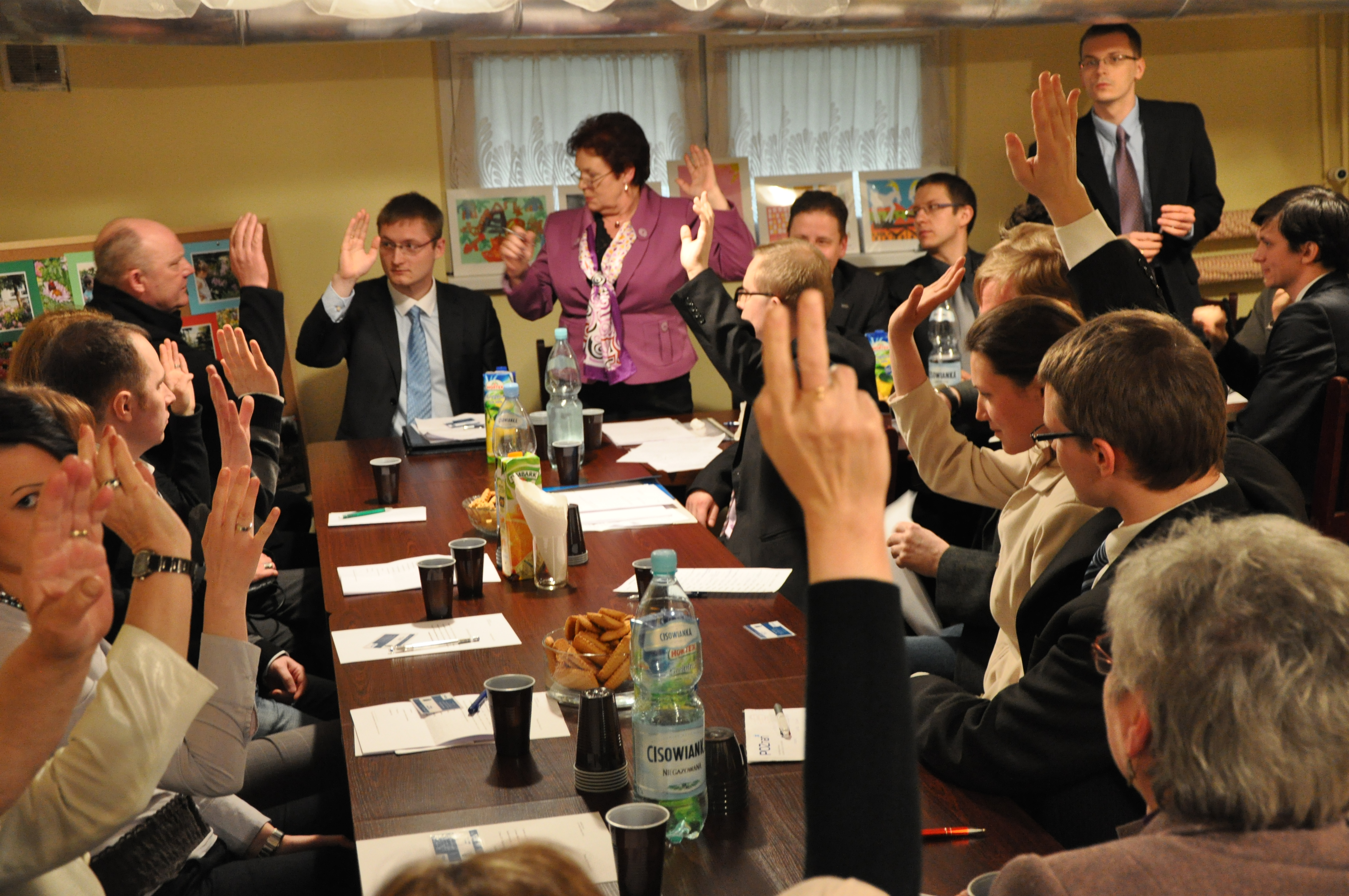
Sesja Rady Osiedla Piątkowo, 2011

Mieszkańcy każdej jednostki pomocniczej wybierają radę osiedla, która jest organem uchwałodawczym. Składa się ona z 15 lub 21 członków, w przypadku gdy osiedle zamieszkuje więcej niż 20 tys. mieszkańców. Organem wykonawczym jednostek jest zarząd osiedla, którego strukturę ustala każdorazowo rada osiedla. Na czele zarządu stoi przewodniczący zarządu osiedla.
Urząd Miasta Poznania powołał specjalnie Wydział Wspierania Jednostek Pomocniczych Miasta, który sprawuje nadzór nad ich działalnością oraz współdziała z osiedlami.
Obsługę administracyjną, finansowo-księgową i prawną organów osiedli zapewnia Prezydent Poznania.

### Zadania osiedli
Osiedla reprezentują lokalne wspólnoty mieszkańców, gdzie mają tworzyć więzi lokalne obszaru osiedla. Do zadań osiedli należy prowadzenie działań dotyczących;
- funkcjonowania i rozwoju infrastruktury technicznej, lokalnych dróg, chodników i parkingów;
- rozwoju oświaty, kultury, sportu, rekreacji;
- troski o mienie miasta, ład przestrzenny, porządek i bezpieczeństwo na swoim obszarze;
- stanu środowiska i zieleni miejskiej;
- usług świadczonych przez jednostki organizacyjne miasta[6].

### Osiedla Poznania

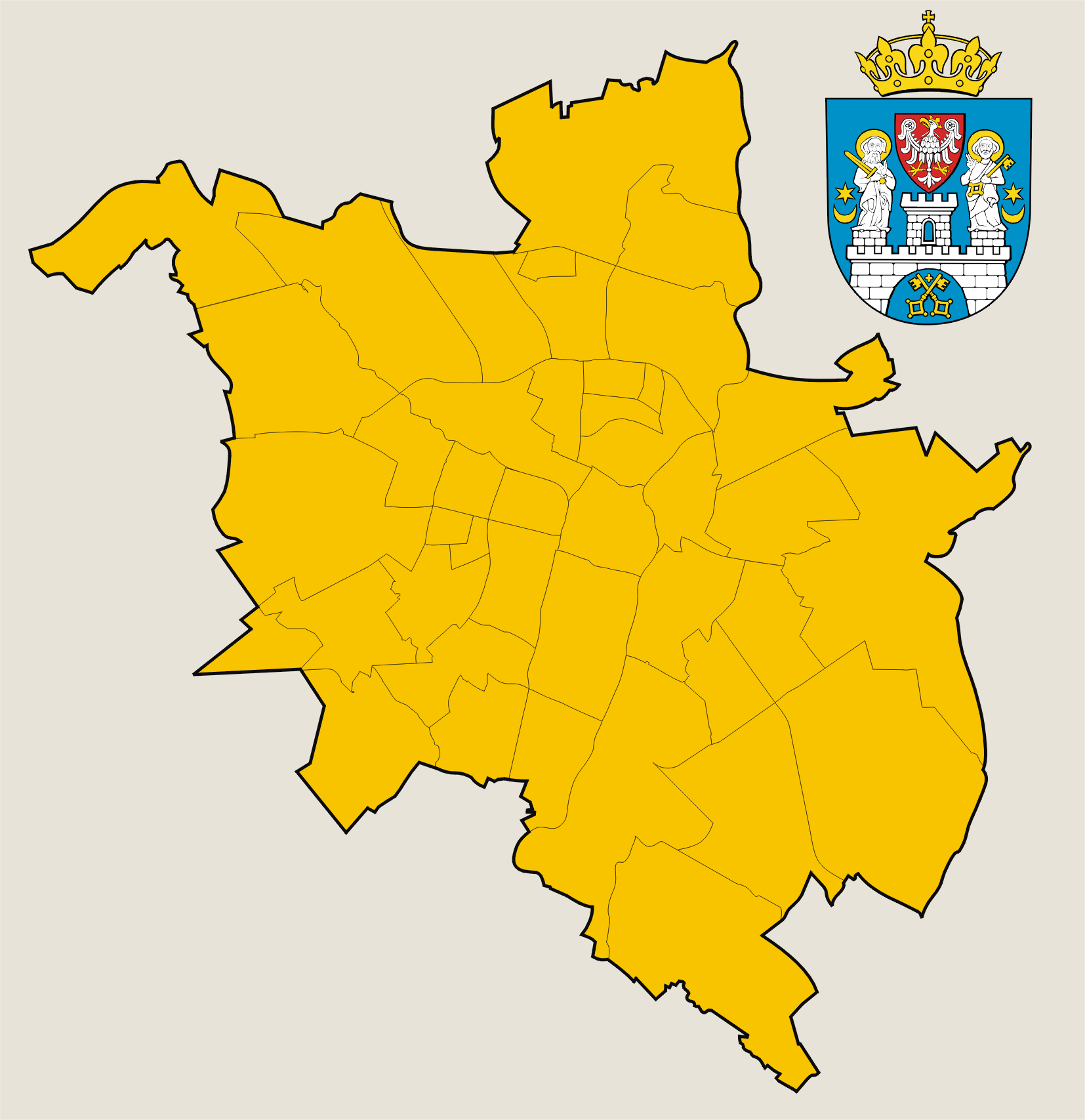
Podział administracyjny Poznania

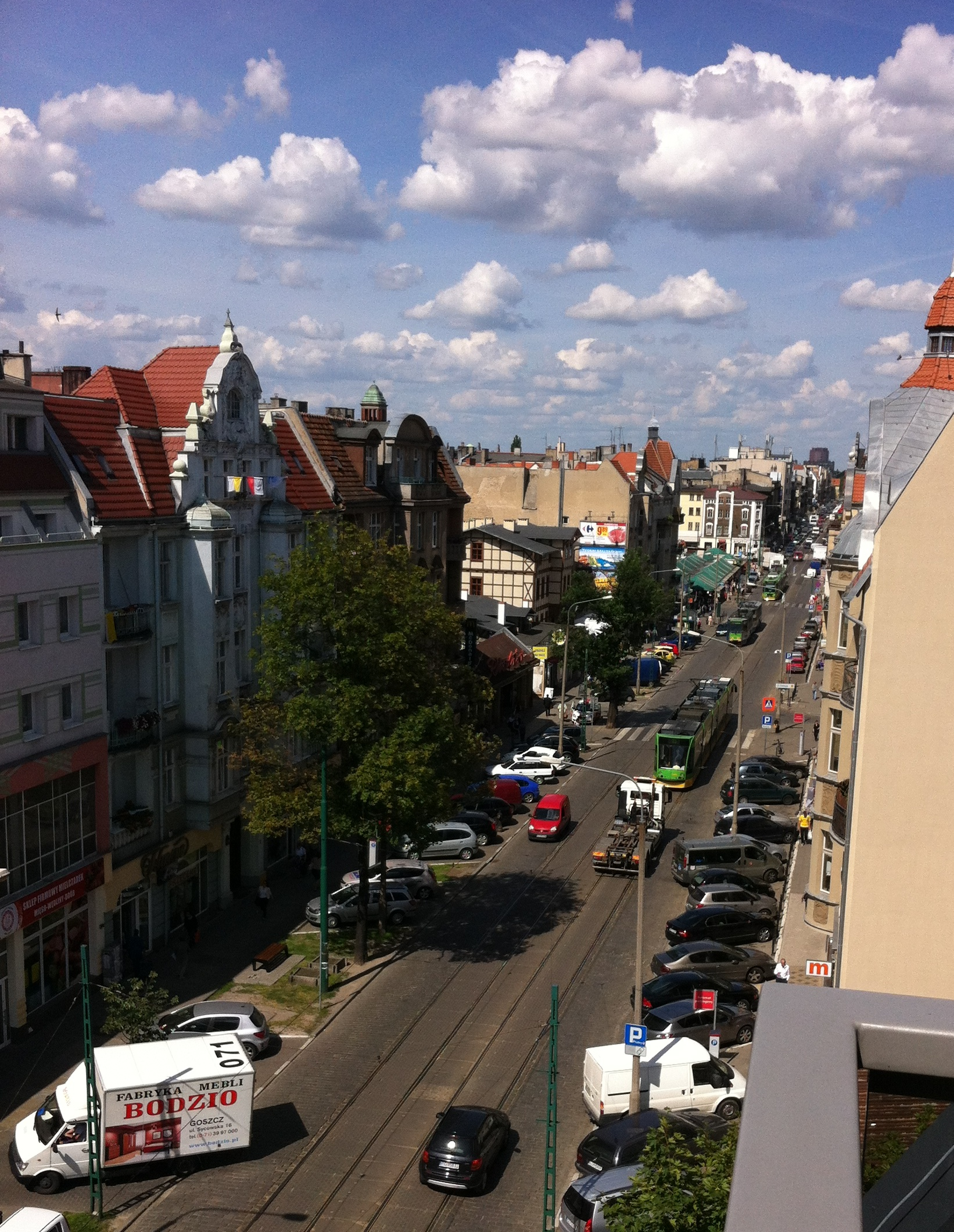
Osiedle Jeżyce

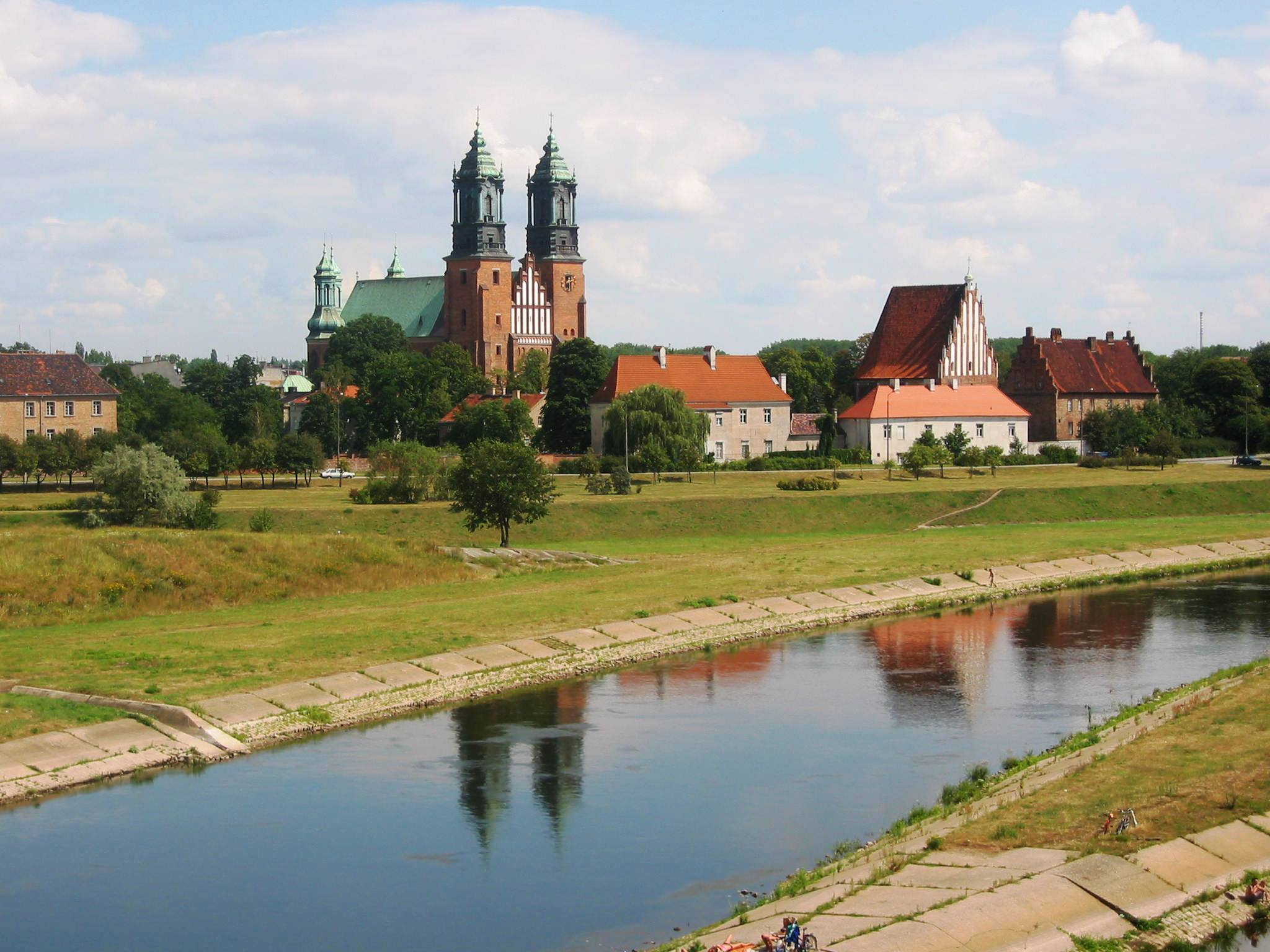
Osiedle Ostrów Tumski-Śródka-Zawady-Komandoria

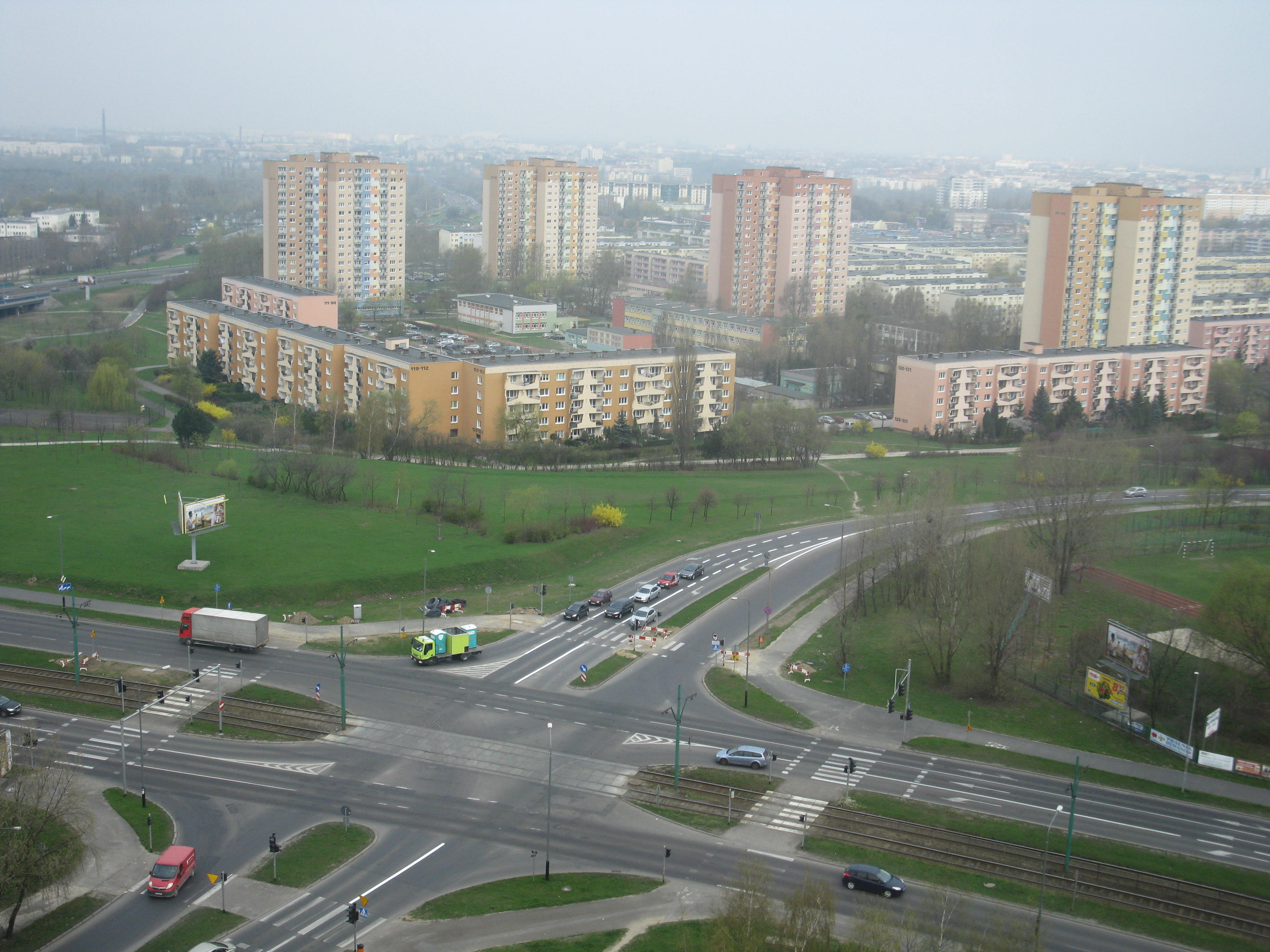
Osiedle Rataje

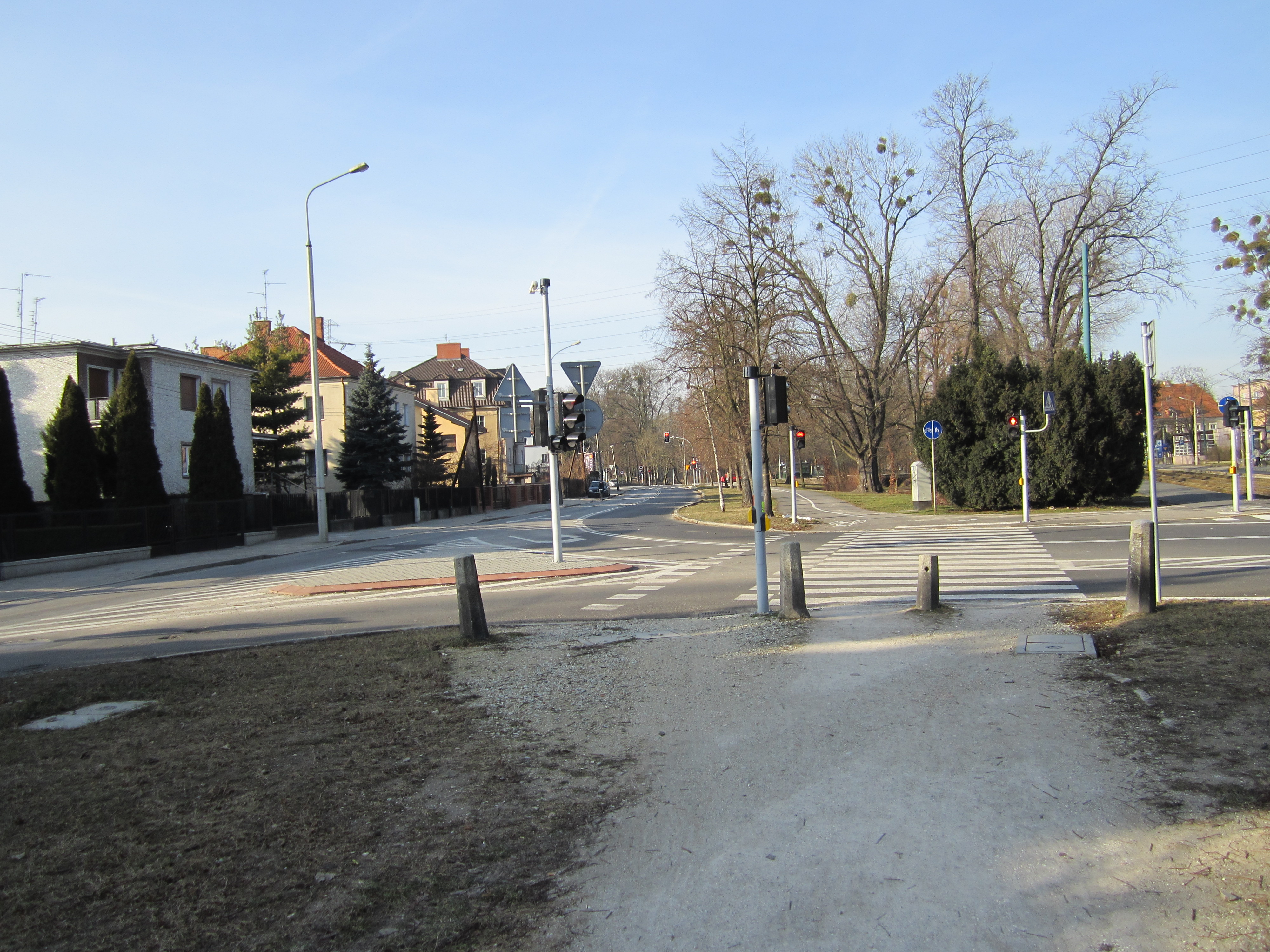
Osiedle Sołacz

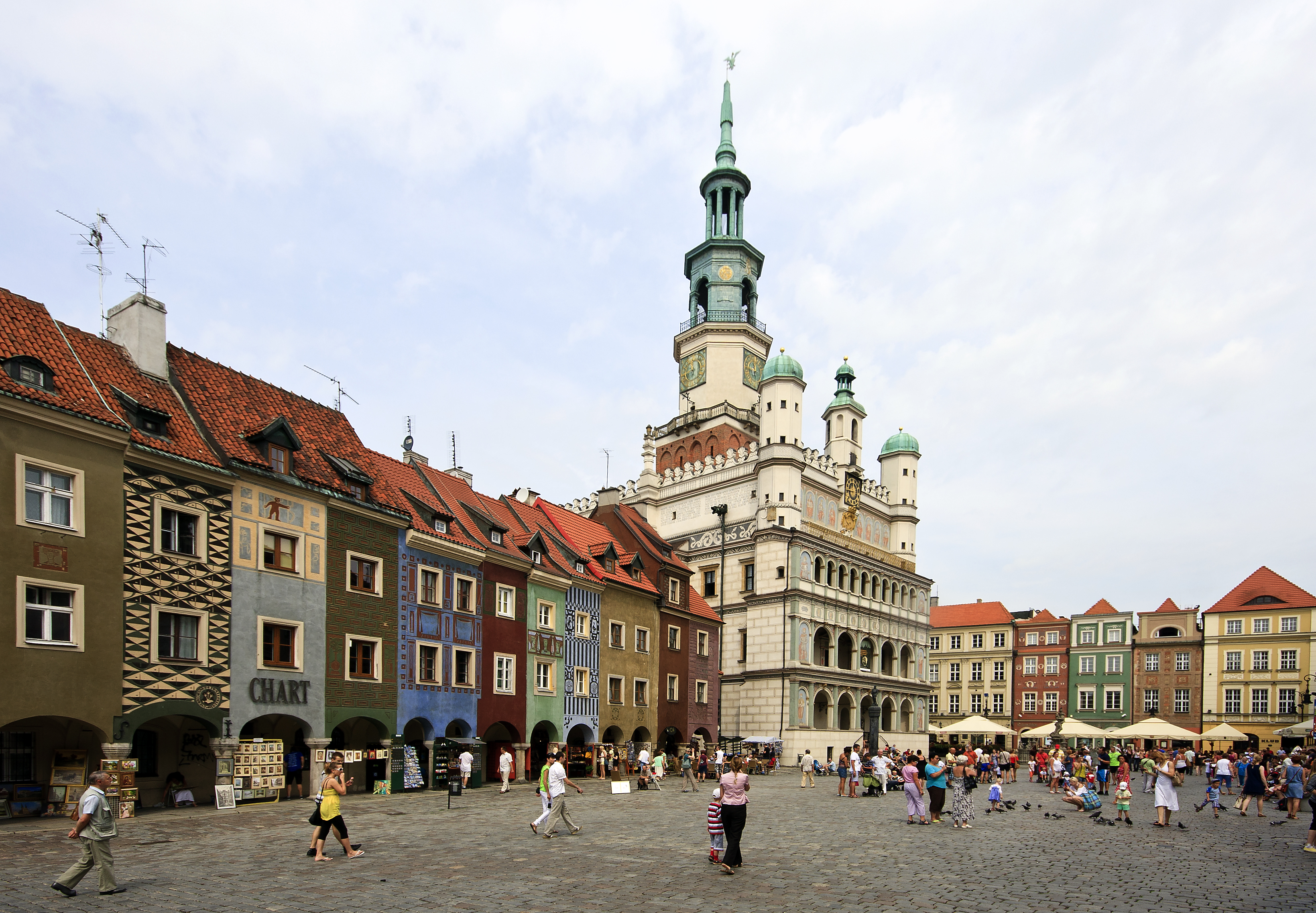
Osiedle Stare Miasto

| Nazwa jednostki                        | Liczba mieszkańców (2012) | Powierzchnia [km²] | Gęstość zaludnienia [os./km²] |
| -------------------------------------- | ------------------------- | ------------------ | ----------------------------- |
| Antoninek-Zieliniec-Kobylepole         | 9884                      | 20,54              | 481,20                        |
| Chartowo                               | 24552                     | 4,49               | 5468,15                       |
| Fabianowo-Kotowo                       | 1718                      | 7,1                | 241,97                        |
| Główna                                 | 4044                      | 6,82               | 592,96                        |
| Głuszyna                               | 3857                      | 14,43              | 267,29                        |
| Górczyn                                | 13154                     | 4,33               | 3037,88                       |
| Grunwald Południe                      | 25714                     | 3,83               | 6713,84                       |
| Grunwald Północ                        | 15013                     | 0,76               | 19753,95                      |
| Piątkowo Północ                        | 9961                      | 0,79               | 12608,86                      |
| Jeżyce                                 | 24489                     | 1,98               | 12368,18                      |
| Junikowo                               | 8837                      | 5,29               | 1670,51                       |
| Kiekrz                                 | 1728                      | 10,25              | 168,59                        |
| Krzesiny-Pokrzywno-Garaszewo           | 2118                      | 9,99               | 212,01                        |
| Krzyżowniki-Smochowice                 | 7795                      | 10,71              | 727,82                        |
| Kwiatowe                               | 4496                      | 2,31               | 1946,32                       |
| Ławica                                 | 6507                      | 13,94              | 466,79                        |
| Morasko-Radojewo                       | 1917                      | 18,03              | 106,32                        |
| Naramowice                             | 15128                     | 7,21               | 2098,20                       |
| Nowe Winogrady Południe                | 15544                     | 1,14               | 13635,09                      |
| Nowe Winogrady Północ                  | 17427                     | 1,14               | 15286,84                      |
| Nowe Winogrady Wschód                  | 7231                      | 0,47               | 15385,11                      |
| Ogrody                                 | 6598                      | 1,95               | 3383,59                       |
| Ostrów Tumski-Śródka-Zawady-Komandoria | 6281                      | 3,36               | 1869,35                       |
| Piątkowo                               | 36479                     | 3,84               | 9499,74                       |
| Podolany                               | 7203                      | 5,30               | 1359,06                       |
| Rataje                                 | 40328                     | 5,2                | 7755,38                       |
| Sołacz                                 | 5555                      | 5,54               | 1002,71                       |
| Stare Miasto                           | 30433                     | 3,91               | 7783,38                       |
| Stare Winogrady                        | 7467                      | 3,48               | 2145,69                       |
| Starołęka-Minikowo-Marlewo             | 9669                      | 13,48              | 717,28                        |
| Stary Grunwald                         | 3545                      | 0,63               | 5626,98                       |
| Strzeszyn                              | 6935                      | 12,00              | 577,92                        |
| Szczepankowo-Spławie-Krzesinki         | 6307                      | 18,44              | 342,03                        |
| Świerczewo                             | 14230                     | 3,94               | 3611,68                       |
| Św. Łazarz                             | 36351                     | 3,70               | 9824,59                       |
| Umultowo                               | 4120                      | 6,12               | 673,20                        |
| Warszawskie-Pomet-Maltańskie           | 6997                      | 5,85               | 1196,07                       |
| Wilda                                  | 29205                     | 6,90               | 4232,61                       |
| Winiary                                | 15991                     | 2,17               | 7369,12                       |
| Wola                                   | 5372                      | 3,27               | 1642,81                       |
| Zielony Dębiec                         | 13777                     | 4,12               | 3343,93                       |
| Żegrze                                 | 18388                     | 3,15               | 5837,46                       |

## Alternatywne podziały miasta
W użyciu są także alternatywne podziały miasta, bazujące na obecnym oraz dawnym podziale administracyjnym, a także będące od niego niezależne. Dla przykładu Zakład Ubezpieczeń Społecznych II Oddział w Poznaniu oraz Urząd Skarbowy Poznań-Nowe Miasto wyznaczają swoje obszary działania korzystając z nazwy dawnej dzielnicy Nowe Miasto. Z kolei Sąd Rejonowy Poznań-Nowe Miasto i Wilda w Poznaniu, ma w obszarze właściwości łącznie dwie dawne dzielnice: Nowe Miasto, Wilda. Niektóre instytucje posługują się odmiennymi podziałami miasta. Przykładem jest Komisariat Policji „Północ”, którego nazwa nie odwołuje się do jakiegokolwiek z podziałów administracyjnych miasta. Pomimo tego, że delegatury urzędu miasta zostały zlikwidowane, dane statystyczne delegatur gminy miejskiej Poznań nadal przedstawia Główny Urząd Statystyczny m.in. w Krajowym Rejestrze Urzędowym Podziału Terytorialnego Kraju oraz w rejestrze REGON.

## Reforma podziału administracyjnego 2010/2011

### Reforma w roku 2010
Urząd miasta ocenił, że zbyt duże rozdrobnienie jednostek pomocniczych w Poznaniu na 69 osiedli oraz ich znaczne dysproporcje ludnościowe uniemożliwiają nadanie im tych samych zadań, praw, a w szczególności kompetencji decyzyjnych, w sposób jednakowy, sprawiedliwy i zapewniający racjonalność finansowania osiedli w ramach budżetu miasta. Zadecydowano o reformie funkcjonalnej, która doprowadziła do połączenia się osiedli w większe osiedla, adekwatne do planowanych nowych zadań i większych kompetencji, jakie zostaną przyznane jednostkom pomocniczym – reprezentującym lokalne wspólnoty mieszkańców Poznania. Łączenie osiedli uwzględniało stanowiska rady osiedla oraz konsultacje z mieszkańcami, a także zróżnicowane minimalne kryteria wielkościowe dla osiedli działających w poszczególnych strefach funkcjonalnych Poznania, szanujących charakter zabudowy, gęstość zaludnienia oraz położenie topograficzno-przestrzenne poszczególnych osiedli.
16 marca 2010 r. Rada Miasta Poznania przyjęła uchwałę tzw. reformy funkcjonalnej jednostek pomocniczych w Poznaniu. Utworzone 69 jednostek pomocniczych, podzielono na trzy grupy osiedli z uwagi na ich charakter zabudowy i położenie topograficzno-przestrzenne oraz przypisano dla każdej z grup osiedli minimalne progi ludnościowe:
1. osiedla z zabudową wielorodzinną (osiedla śródmiejskie oraz położone na terenie spółdzielni mieszkaniowych), gdzie minimalny próg ludności na obszarze każdego osiedla winien wynosić 15 tys. zameldowanych mieszkańców;
2. osiedla z zabudową mieszaną (z występującą w różnych proporcjach zabudową jedno- lub wielorodzinną), gdzie minimalny próg ludności na obszarze każdego osiedla winien wynosić 5 tys. zameldowanych mieszkańców;
3. osiedla peryferyjne (których jedna z granic stanowi jednocześnie granicę administracyjną Poznania), gdzie minimalny próg ludności na obszarze każdego osiedla winien wynosić 1 tys. zameldowanych mieszkańców.

Następnie sporządzono listę osiedli, które będą podlegać łączeniu. Rady tych osiedli (organy uchwałodawcze) miały przedstawić stanowisko z którym z sąsiednich osiedli zamierzałoby się połączyć, względnie z jaką inną grupą sąsiednich osiedli utworzyć nowe osiedle powstałe z ich połączenia. Następnie 9 lipca i 31 sierpnia 2010 Rada Miasta Poznania w oparciu o uchwałę reformy, stanowisko rad osiedli i konsultacje z mieszkańcami – podjęła uchwały o łączeniu, zmianach granic i nazw osiedli. Wskutek reformy zredukowano liczbę jednostek pomocniczych z 69 do 42 oraz przyłączono do niektórych osiedli tereny wcześniej nie przydzielone.
Mimo kryteriów istnienia osiedli, po dokonanych łączeniach nowo-utworzone Osiedle Stary Grunwald, powstałe z połączenia dwóch osiedli z zabudową mieszaną (Os. Jana Ostroroga i Os. Przybyszewskiego), nadal nie ma 5 tys. mieszkańców.
Brak danych o dominującym charakterze zabudowy i położeniu topograficzno-przestrzennym nowo-utworzonych osiedli, które powstały z dwóch różnych grup. Dla przykładu:
- „Osiedle Jana III Sobieskiego i Marysieńki” powstałe z dużego osiedla z zabudową wielorodzinną i małego osiedla z zabudową mieszaną oraz
- Osiedle Nowe Winogrady Wschód powstałe z dwóch osiedli z zabudową wielorodzinną i małego osiedla z zabudową mieszaną

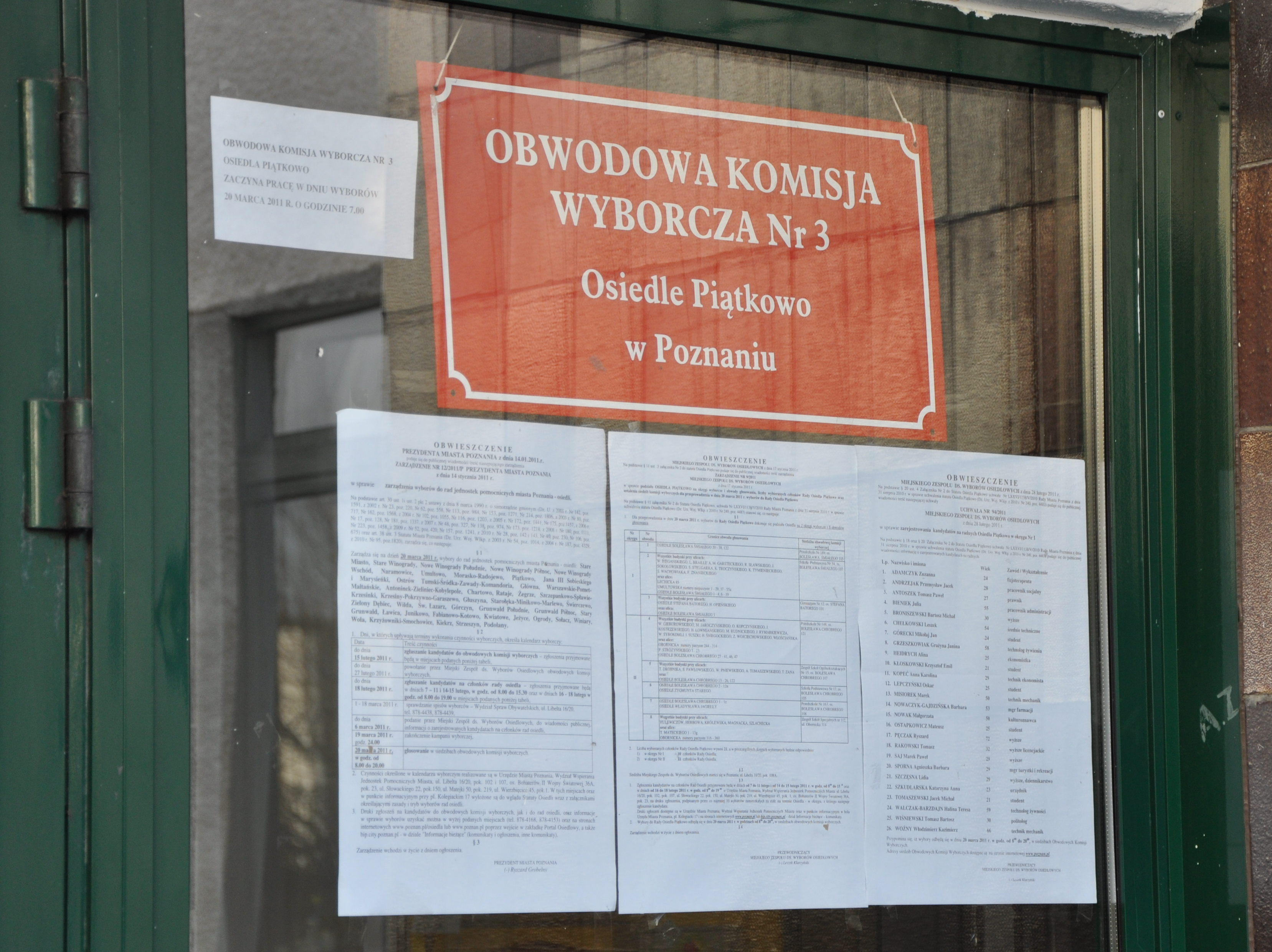
Informacja o wyborach do Rady Osiedla Piątkowo 20 marca 2011 r.

nadal nie mają 15 tys. mieszkańców.

### Reforma w roku 2011
Drugim elementem reformy jest obowiązujące od 31 marca 2011 wprowadzenie szczegółowych zasad naliczania środków budżetowych na realizację zadań przez osiedla oraz szczegółowych uprawnień do prowadzenia gospodarki finansowej przez osiedla. Przy naliczaniu środków budżetowych na realizację zadań przez osiedla zostanie wprowadzone kryterium powierzchniowe (im większe osiedle tym więcej pieniędzy), a także udział osiedla w uzyskanym przez Poznań podatku od nieruchomości. Kryteria te będą stanowić podstawę do naliczania tzw. środków wolnych, które służyć mają osiedlom na pokrycie kosztów realizacji powierzonych im zadań statutowych i zaspakajanie potrzeb społeczności lokalnej tych osiedli.
Nowym rozwiązaniem jest także wprowadzenie kategorii tzw. środków celowych, przypisanych jednostkom organizacyjnym Miasta, na realizację ich zadań, w podziale na osiedla, gdzie organy osiedli będą określać hierarchizację ważności tych zadań i kolejność ich realizacji.

### Przed reformą

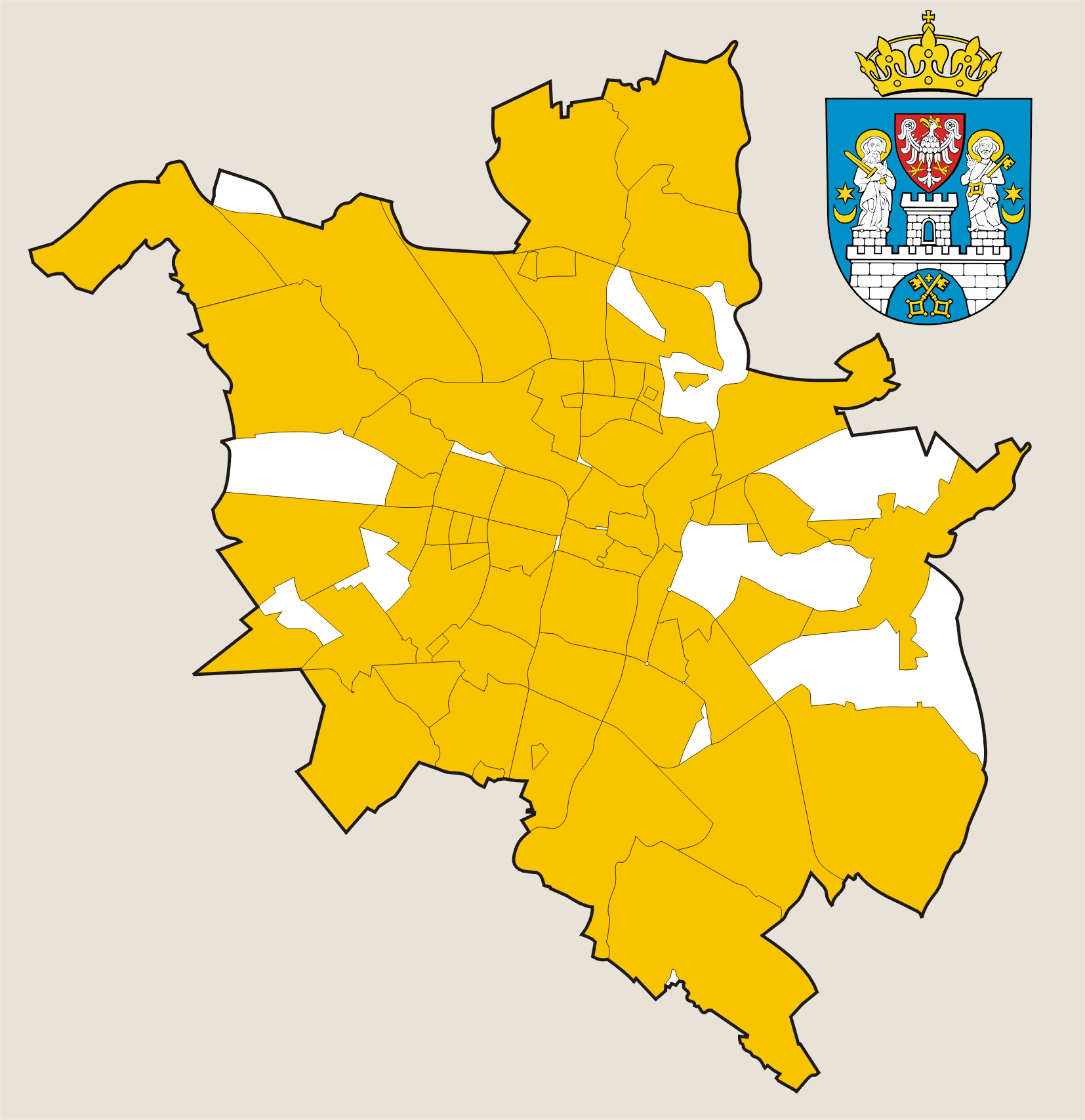
Podział miasta na osiedla samorządowe do 31 grudnia 2010 r.

Na podstawie ustawy o samorządzie terytorialnym, a także statutu miasta oraz uchwały rady miejskiej miasta Poznania z 1991 r. w sprawie trybu powoływania samorządów pomocniczych powstała możliwość tworzenia jednostek pomocniczych, w związku z czym ustanowiono Osiedle Smochowice (19 listopada 1991). Później, dnia 7 stycznia 1992 roku, utworzono 4 kolejne jednostki: Osiedle Umultowo, Osiedle Stare Winogrady, Osiedle Plewiska, Osiedle Sołacz. W ciągu następnych kilkunastu lat tworzono nowe jednostki, łączono powstałe, zmieniano ich granice i nazwy. Finalnie część obszaru Poznania była podzielona na kilkadziesiąt osiedli, podczas gdy jego reszta nie była przydzielona do żadnego osiedla.
| Nazwa jednostki                | Liczba mieszkańców (2010-01-01) | Powierzchnia [km²] | Gęstość zaludnienia [os./km²] |
| ------------------------------ | ------------------------------- | ------------------ | ----------------------------- |
| 28 Czerwca 1956r.              | 4737                            | 2,95               | 1605,76                       |
| Antoninek Dolny                | 1283                            | 0,48               | 2672,92                       |
| Antoninek-Zieliniec-Kobylepole | 8490                            | 7,74               | 1096,90                       |
| Chartowo                       | 24237                           | 2,48               | 9772,98                       |
| Dębiec                         | 10953                           | 3,98               | 2752,01                       |
| Dębina                         | 2568                            | 0,14               | 18342,86                      |
| Edwardowo                      | 755                             | 1,37               | 551,09                        |
| Fabianowo-Kotowo               | 1708                            | 7,10               | 240,56                        |
| Główna                         | 3900                            | 6,82               | 571,85                        |
| Głuszyna                       | 3885                            | 14,37              | 270,35                        |
| Górczyn                        | 9259                            | 2,36               | 3923,31                       |
| Górczynek                      | 2984                            | 1,85               | 1612,97                       |
| Jana III Sobieskiego           | 9186                            | 0,60               | 15310,00                      |
| Jeżyce                         | 24265                           | 1,98               | 12255,05                      |
| Junikowo                       | 8457                            | 3,41               | 2480,06                       |
| Kiekrz                         | 1444                            | 9,08               | 159,03                        |
| Komandoria-Podwale             | 3680                            | 0,31               | 11870,97                      |
| Komandoria-Pomet               | 1447                            | 0,80               | 1808,75                       |
| Kopernika-Raszyn               | 25284                           | 3,47               | 7286,46                       |
| Kosmonautów                    | 6304                            | 0,40               | 15760,00                      |
| Krzesiny-Pokrzywno-Garaszewo   | 2047                            | 9,99               | 204,90                        |
| Krzyżowniki-Smochowice         | 7612                            | 10,71              | 710,74                        |
| Ks. Ignacego Skorupki          | 714                             | 0,12               | 5950,00                       |
| Ks. Jerzego Popiełuszki        | 9643                            | 0,44               | 21915,91                      |
| Kwiatowe (wcześniej Plewiska)  | 4489                            | 2,31               | 1943,29                       |
| Lotników Wielkopolskich        | 677                             | 0,88               | 769,32                        |
| Ławica                         | 5635                            | 6,75               | 834,81                        |
| Maltańskie                     | 759                             | 0,15               | 5060,00                       |
| Marysieńki                     | 673                             | 0,20               | 3365,00                       |
| Morasko                        | 906                             | 9,71               | 93,31                         |
| Naramowice                     | 8883                            | 3,57               | 2488,24                       |
| Ogrody                         | 6796                            | 1,74               | 3905,75                       |
| Jana Ostroroga                 | 1830                            | 0,39               | 4692,31                       |
| Ostrów Tumski-Śródka-Zawady    | 2382                            | 2,67               | 892,13                        |
| Piątkowo-Zachód                | 36216                           | 3,84               | 9431,25                       |
| Pod Lipami                     | 4649                            | 0,31               | 14996,77                      |
| Podolany                       | 6856                            | 5,30               | 1293,58                       |
| Powstań Śląskich               | 536                             | 0,24               | 2233,33                       |
| Powstańców Warszawy            | 2695                            | 0,14               | 19250,00                      |
| Poznań-Świerczewo              | 13500                           | 3,70               | 3648,65                       |
| Przyjaźni                      | 10735                           | 0,84               | 12779,76                      |
| Radojewo                       | 813                             | 8,31               | 97,83                         |
| Rataje nad Wartą               | 9452                            | 1,58               | 5982,28                       |
| Rataje Południowe              | 12540                           | 0,90               | 13933,33                      |
| Rybaki-Piaski                  | 7474                            | 0,60               | 12456,67                      |
| Sołacz                         | 5010                            | 5,56               | 901,08                        |
| Stanisława Przybyszewskiego    | 1780                            | 0,24               | 7416,67                       |
| Stare Winogrady                | 7086                            | 2,81               | 2521,71                       |
| Starołęka Mała                 | 2964                            | 3,59               | 825,63                        |
| Starołęka-Minikowo-Marlewo     | 6458                            | 9,48               | 681,22                        |
| Starówka                       | 8992                            | 0,89               | 10103,37                      |
| Strzeszyn                      | 5479                            | 12,11              | 452,44                        |
| Szczepankowo-Spławie-Krzesinki | 6110                            | 15,92              | 383,79                        |
| Śródmieście                    | 7219                            | 1,56               | 4627,56                       |
| Św. Łazarz                     | 29190                           | 2,28               | 12802,63                      |
| Święty Marcin                  | 6228                            | 0,85               | 7327,06                       |
| Świt                           | 2569                            | 0,33               | 7784,85                       |
| Targowe                        | 7297                            | 1,39               | 5249,64                       |
| Umultowo                       | 3987                            | 6,12               | 651,47                        |
| Warszawskie                    | 4520                            | 2,08               | 2173,08                       |
| Wichrowe Wzgórze               | 9843                            | 0,58               | 16970,69                      |
| Wilczy Młyn                    | 1210                            | 0,21               | 5761,90                       |
| Wilda                          | 24443                           | 3,95               | 6188,10                       |
| Winiary                        | 12221                           | 2,03               | 6020,20                       |
| Wola                           | 4672                            | 2,39               | 1954,81                       |
| Zagroda                        | 477                             | 0,06               | 7950,00                       |
| Zielone Rataje                 | 12028                           | 0,82               | 14668,29                      |
| Zwycięstwa                     | 7803                            | 0,56               | 13933,93                      |
| Żegrze                         | 18549                           | 3,15               | 5888,57                       |

## Podział administracyjny miasta na przestrzeni lat

### Przed 1954 rokiem
Pierwszy powojenny podział wprowadzono prawdopodobnie około 1948 roku – miasto podzielono na 11 nienazwanych okręgów, wewnątrz których utworzono 36 dzielnic oraz obwody znajdujące się w większości dzielnic. Został on zniesiony około 1951 roku.
| Okręg | Dzielnica        | Obwody |
| ----- | ---------------- | --- |
| I     | 1 – ŚW. MARCIN   | - 1a – Zygmuntów - 1b – Plac Wolności - 1c – Piekary                                                           |
| I     | 2 – ŚW. WOJCIECH | - 2a – Przepadek - 2b – Grochowe Łąki                                                                          |
| I     | 3 – STARE MIASTO | - 3a – Stary Rynek - 3b – Dominikany - 3c – Kolegiata                                                          |
| I     | 4 – PIASKI       | - 4a – Rybaki - 4b – Grobla                                                                                    |
| II    | 5 – GRÓD         | - 5a – Śródka - 5b – Berdychowo - 5c – Ostrów Tumski - 5d – Chwaliszewo                                        |
| II    | 6 – MIŁOSTOWO    | - 6a – Zawady - 6b – Nadolnik - 6c – Karolin - 6d – Główna                                                     |
| II    | 7 – MALTA        | - 7a – Komandoria - 7b – Warszawskie - 7c – Czekalskie                                                         |
| II    | 8 – ANTONIN      | - 8a – Zieliniec - 8b – Antoninek                                                                              |
| III   | 9 – WILDA        | - 9a – Wierzbięcice - 9b – Dolna Wilda - 9c – Łęgi Dębińskie - 9d – Dąbrówka - 9e – Górna Wilda - 9f – Spytków |
| III   | 10 – DĘBIEC      | - 10a – Malinów - 10b – Dębinek                                                                                |
| III   | 11 – ŚWIERCZEWO  | brak obwodów                                                                                                   |
| IV    | 12 – GÓRCZYNEK   | - 12a – Kałki - 12b – Kopanina                                                                                 |
| IV    | 13 – GÓRCZYN     | - 13a – Poświątne - 13b – Sądkowo - 13c – Pęcław - 13d – Zatorze                                               |
| IV    | 14 – GRUNWALD    | - 14a – Palaczewo - 14b – Pogodno - 14c – Gospoda                                                              |
| IV    | 15 – ŚW. ŁAZARZ  | - 15a – Janowo - 15b – Park Wilsona - 15c – Targi - 15d – Wenetowo - 15e – Rynek - 15f – Wymykowo              |
| V     | 16 – JEŻYCE      | - 16a – Seganka - 16b – Twardowo - 16c – Zwierzyniec - 16d – Staszyców - 16e – Koszary                         |
| V     | 17 – BUKOWO      | - 17a – Ostroróg - 17b – Świt                                                                                  |
| V     | 18 – WYŻYNY      | - 18a – Ogrody - 18b – Radiostacja - 18c – Strzelnica                                                          |
| V     | 19 – WOLA        | - 19a – Fort VII - 19b – Sytkowo - 19c – Wyścigi                                                               |
| VI    | 20 – GOLĘCIN     | brak obwodów                                                                                                   |
| VI    | 21 – PODOLANY    | brak obwodów                                                                                                   |
| VI    | 22 – SOŁACZ      | - 22a – Wierzbak - 22b – Niestachów - 22c – Bonin                                                              |
| VI    | 23 – WINIARY     | - 23a – Sokołów - 23b – Dunin                                                                                  |
| VI    | 24 – WINOGRADY   | - 24a – Cytadela - 24b – Czarna Rola                                                                           |
| VI    | 25 – NARAMOWICE  | brak obwodów                                                                                                   |
| VII   | 26 – RATAJE      | - 26a – Obrzyca - 26b – Św. Roch                                                                               |
| VII   | 27 – OLSZAK      | - 27a – Chartowo - 27b – Kobylepole                                                                            |
| VII   | 28 – ŻEGRZE      | brak obwodów                                                                                                   |
| VIII  | 29 – ORŁOWO      | - 29a – Garaszewo - 29b – Pokrzywno - 29c – Krzesiny - 29d – Krzesinki - 29e – Piotrowo                        |
| VIII  | 30 – ŁANOWO      | - 30a – Franowo - 30b – Szczepankowo - 30c – Darzybór - 30d – Michałowo - 30e – Spławie                        |
| IX    | 31 – STAROŁĘKA   | - 31a – Głuszyna - 31b – Minikowo - 31c – Starołączka                                                          |
| X     | 32 – GLINKI      | - 32a – Kotowo - 32b – Fabianowo - 32c – Rudnicze                                                              |
| X     | 33 – JUNIKOWO    | brak obwodów                                                                                                   |
| X     | 34 – ŁAWICA      | - 34a – Wydmy - 34b – Lotnisko - 34c – Edwardowo - 34d – Marcelin                                              |
| XI    | 35 – WYRAJ       | - 35a – Krzyżowniki - 35b – Psarskie - 35c – Smochowice                                                        |
| XI    | 36 – STRZESZYN   | brak obwodów                                                                                                   |

### 1954–1976
W 1954 roku Prezydium Rządu dokonało podziału Poznania na 5 dzielnic: Stare Miasto, Nowe Miasto, Wilda, Grunwald, Jeżyce.
Ustawa z 28 maja 1975 o dwustopniowym podziale administracyjnym państwa oraz o zmianie Ustawy o radach narodowych zniosła podział miasta na dzielnice. Dzielnice zostały formalnie uchylone w 1976 r.

### Lata 80.

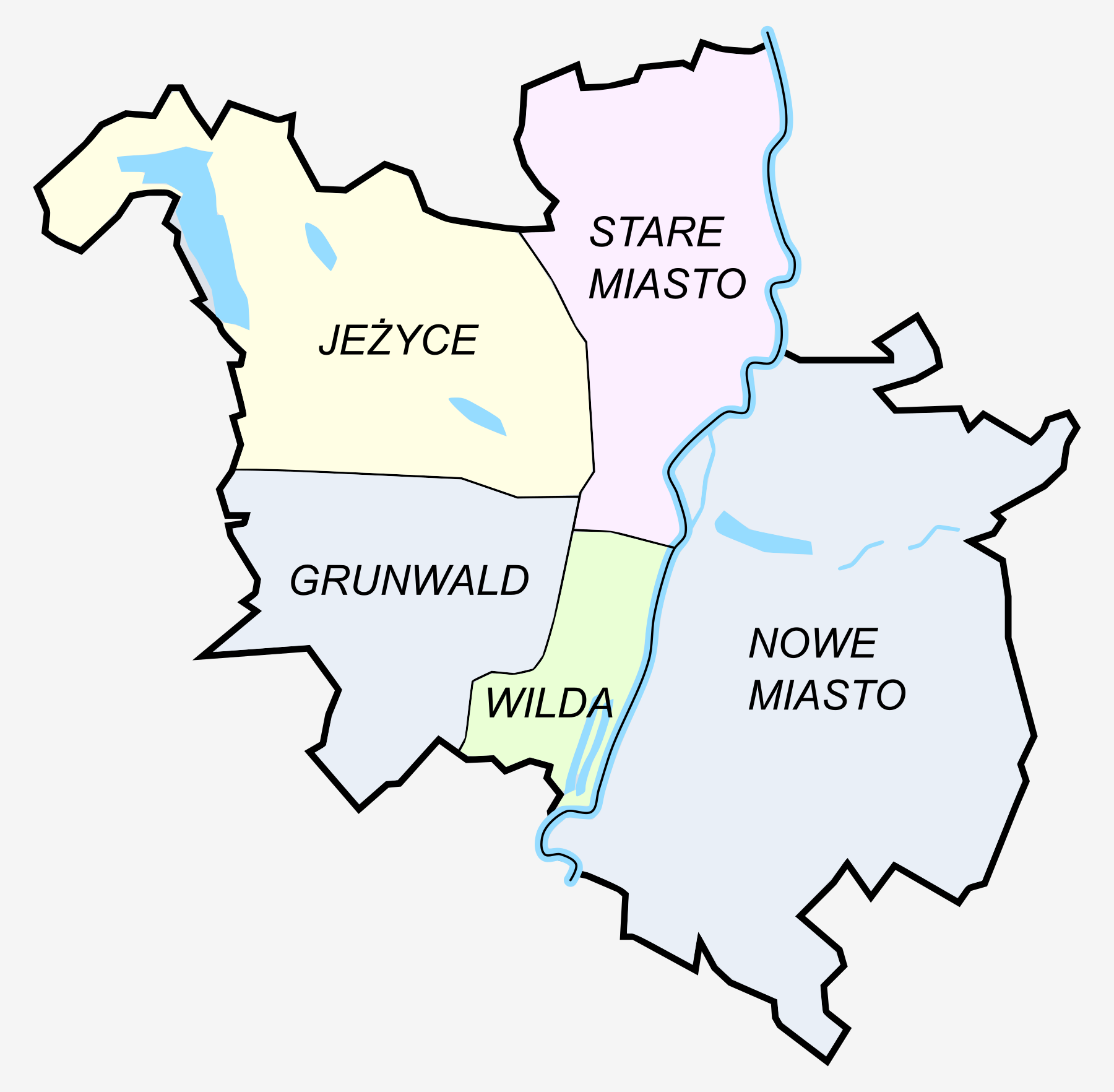
Podział Poznania na dzielnice w latach 1987–1990 (po zmianach granic miasta)

W 1984 roku podział na 5 dzielnic ponowiła Rada Ministrów w granicach wyznaczonych przez Wojewódzką Radę Narodową w Poznaniu. Dzielnice zwiększały swoją powierzchnię na skutek przyłączania do miasta okolicznych wsi, np. w 1987 r. Kiekrz do dzielnicy Jeżyce.
| Dzielnica    | Liczba mieszkańców (2009 r.) | Powierzchnia (1990 r.) | % powierzchni miasta |
| ------------ | ---------------------------- | ---------------------- | -------------------- |
| Grunwald     | 118 415                      | 36,2 km²               | 13,8%                |
| Jeżyce       | 79 981                       | 57,9 km²               | 22,2%                |
| Nowe Miasto  | 140 853                      | 105,1 km²              | 40,2%                |
| Stare Miasto | 153 880                      | 47,1 km²               | 18,0%                |
| Wilda        | 61 092                       | 15,0 km²               | 5,8%                 |

### Po 1990 r.
W 1990 ustawodawca podtrzymał utrzymał dotychczasowy podział na dzielnice w Poznaniu z jednoczesnym przekazaniem tamtejszej radzie miejskiej kompetencji do jego ewentualnej zmiany. Nie można wskazać konkretnego aktu prawa miejscowego wprost znoszącego podział miasta Poznania na dzielnice. Faktycznie nastąpiło to poprzez przyjęcie przez Radę Miejską Poznania 29 czerwca 1991 r. Statutu Miasta Poznania podczas XXXIII sesji. W Statucie wskazano, że „wspólnotą samorządową mieszkańców części Poznania jest samorząd osiedlowy”. Po 1990 roku dzielnice zostały zlikwidowane, jednak Urząd Miasta Poznania przydzielił ich dawne obszary do swoich pięciu delegatur, w których znajdowało się część wydziałów urzędu. Granice dawnych dzielnic zostały wykorzystane w celu organizacji pracy urzędu miasta. Biura delegatur prowadziły także obsługę administracyjną osiedli samorządowych.
W 1997 r. utworzono jednostkę pomocniczą Osiedle Winiary, którego obszar znajdował się w zakresie działania delegatur UM Poznań-Jeżyce i UM Poznań-Stare Miasto. Teren osiedla należący do obszaru działania delegatury Poznań-Jeżyce zamieszkiwało ponad 1400 osób, natomiast należący do delegatury Poznań-Stare Miasto ponad 720 osób. Obsługę administracyjną organów osiedla z uwagi na liczbę mieszkańców i obszar sprawowała delegatura UM Poznań-Jeżyce.
Po 2000 r. delegatury urzędu miasta zostały zlikwidowane, jednakże dane statystyczne delegatur gminy miejskiej Poznań nadal przedstawia także Główny Urząd Statystyczny m.in. w Krajowym Rejestrze Urzędowym Podziału Terytorialnego Kraju oraz w rejestrze REGON.